# Campionamento casuale

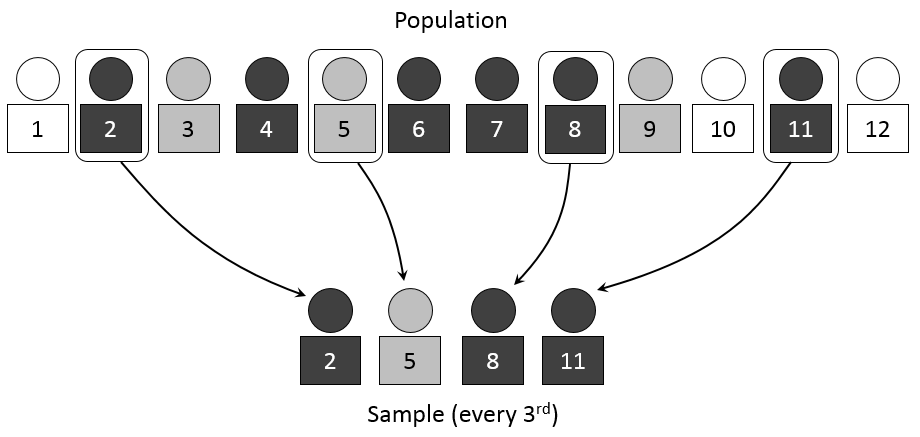
Raffigurazione di un campionamento casuale

In statistica il campionamento casuale corrisponde ad un'estrazione da una popolazione distribuita secondo la sua legge (funzione di densità) di un determinato numero di individui/oggetti.
La scelta del campione nel campionamento casuale è affidata al caso e non deve essere influenzata, più o meno consciamente, da chi compie l'indagine.
Le caratteristiche essenziali di un campionamento casuale semplice sono:
a) tutte le unità della popolazione hanno eguale probabilità di fare parte del campione;
b) ogni campione di ampiezza n ha la stessa probabilità di essere formato.
Un modo semplice per operare tale campionamento consiste nel numerare tutte le unità della popolazione, mettere in un'urna tante palline numerate, tutte uguali fra loro, quante sono le unità della popolazione e quindi sorteggiare da tale urna le palline per formare il campione.
Invece dell'urna si preferisce oggi ricorrere a una tavola di numeri casuali. Le tavole dei numeri casuali si costruivano, un tempo, con metodi empirici; attualmente si usano gli elaboratori elettronici; per usare le tavole dei numeri casuali, si parte da un punto qualunque, solitamente, estratto a sorte, e si procede in orizzontale, o in verticale, o in diagonale.

## Tipi di campionamento
Il campionamento casuale può essere di vari tipi:
Estrazione in blocco
Nell'estrazione in blocco le n unità statistiche che compongono il campione vengono estratte contemporaneamente, e di conseguenza non si può distinguere l'ordine con cui gli {\displaystyle n} elementi si presentano. Quindi ad esempio in questo caso il campione "A B C D" è considerato uguale al campione "A C B D".
{\displaystyle C(N,n)={\frac {N!}{n!(N-n)!}}} (combinazioni semplici).
Campionamento senza ripetizione
mentre il campionamento senza riposizione consiste nell'estrazione di un elemento alla volta senza il reinserimento nella popolazione dello stesso. In questo caso l'ordine con cui vengono scelti gli elementi conta. il numero dei possibili campioni è:
{\displaystyle D(N,n)=N(N-1)\ldots (N-n+1)} (disposizioni senza ripetizione).
Estrazione bernoulliana o con ripetizione
Ogni unità statistica estratta viene rimessa nella popolazione e quindi la stessa unità può essere nuovamente estratta
{\displaystyle D'(N,n)=N^{n}} (disposizioni con ripetizione).
Si potrebbe formare il campione anche estraendo successivamente le {\displaystyle n} unità senza reimmissione, ma tenendo conto dell'ordine in cui le singole unità sono estratte. In questo caso il numero dei campioni di {\displaystyle n} elementi che si possono estrarre dalla popolazione di {\displaystyle N} elementi è dato dalle disposizioni semplici {\displaystyle D(N,n)} degli {\displaystyle N} elementi di classe {\displaystyle n}, ma questo procedimento è molto difficile da trovare.
Conoscendo la distribuzione della popolazione è possibile:
- calcolare il rischio d'errore a cui ci si espone nella stima delle caratteristiche di interesse (errore casuale di campionamento);
- estendere mediante processi di inferenza induttiva inversa i risultati all'intera popolazione.